# 岐阜地区

地図上緑色の地域が岐阜地区（濃色が市部、淡色が郡部）

岐阜地区（ぎふちく、岐阜地域（ぎふちいき）、又は岐阜）は、岐阜県中南部（美濃国中南部の岐阜市を中心とした地域の総称である。

## 市町村
岐阜市、各務原市、羽島市、瑞穂市、本巣市、山県市と、羽島郡（笠松町、岐南町）及び本巣郡（北方町）の6市2郡3町。

## 地形
北は福井県と接する山間部である。西は長良川、揖斐川で西濃に接する。南は木曽川で愛知県に接し、東は200～300mの山で中濃と接する。

## 気候
山間部は日本海側気候で一部地域は豪雪地帯、それ以外の地域は太平洋側気候、全域で内陸性気候を併せ持つ。冬季には伊吹おろしという北西からの季節風が吹く。

## 人口
人口777,261人、面積993.28km²、人口密度783人/km²。（2025年5月1日、推計人口）。岐阜県の人口の約4割以上を占める。そのうち岐阜市約40万人。

## 産業
岐阜市、羽島市、羽島郡、各務原市を中心にアパレル産業が盛んであったが、今は衰退しつつある。各務原市では川崎重工関連の航空産業がある。本巣市、瑞穂市、本巣郡では柿（特に富有柿）の栽培が、各務原市ではにんじんの栽培が盛んである。

## 岐阜都市圏
岐阜地区の中心は岐阜市であり、岐阜都市圏＝岐阜地域とみなせるが（岐阜都市圏には揖斐郡大野町を含める部分が異なる）、柳ヶ瀬等の岐阜市の中心地の衰退は著しい。かつて岐阜市内に多数あった百貨店も、平成期に郊外の大型ショッピングモール建設や、名古屋市中心部の商業施設へ客足を奪われ、唯一残っていた岐阜髙島屋も2024年に閉店し、中心となる施設が無い商業地となった。近年は岐阜駅周辺、柳ヶ瀬の再開発が進められている。

## 交通

### 鉄道
- JR東海
  - 東海道新幹線
  - 東海道本線
  - 高山本線
- 名古屋鉄道
  - 名古屋本線
  - 各務原線
  - 竹鼻線
  - 羽島線
- 樽見鉄道
  - 樽見線

### バス
- 岐阜乗合自動車（岐阜バス）：羽島市除く全域
- 名鉄バス：各務原市の一部（川島地区）
- 名阪近鉄バス：岐阜市（柳津地区）・羽島市の一部

各市町のコミュニティバスは省略

### 道路
- 高速道路
  - 名神高速道路
  - 東海北陸自動車道
  - 東海環状自動車道（一部区間建設中）

- 一般国道
  - 国道21号、国道22号、国道156号、国道157号、国道248号、国道256号、国道303号、国道418号

## 国政選挙における選挙区
参議院議員選挙では岐阜地区全域が岐阜県選挙区。衆議院議員総選挙では岐阜市のみ第1区、残りの地域は第3区となっている。
※詳細は各項を参照のこと。